# Dubusia castaneoventris
Dubusia castaneoventris é uma espécie de ave da família Thraupidae.
Pode ser encontrada nos seguintes países: Bolívia e Peru.
Os seus habitats naturais são: regiões subtropicais ou tropicais húmidas de alta altitude.